# Světový pohár ve sportovní gymnastice
Světový pohár ve sportovní gymnastice (anglicky: Artistic Gymnastics World Cup) je série vrcholných závodů ve sportovní gymnastice organizovaná pod hlavičkou Mezinárodní gymnastické federace (FIG), která sídlí ve švýcarském Lausanne.
Gymnasté se do soutěží světového poháru kvalifikují na základě výsledků z předcházejících mistrovství světa a letních olympijských her. Vítězové pak získávají finanční odměny.

## Historie

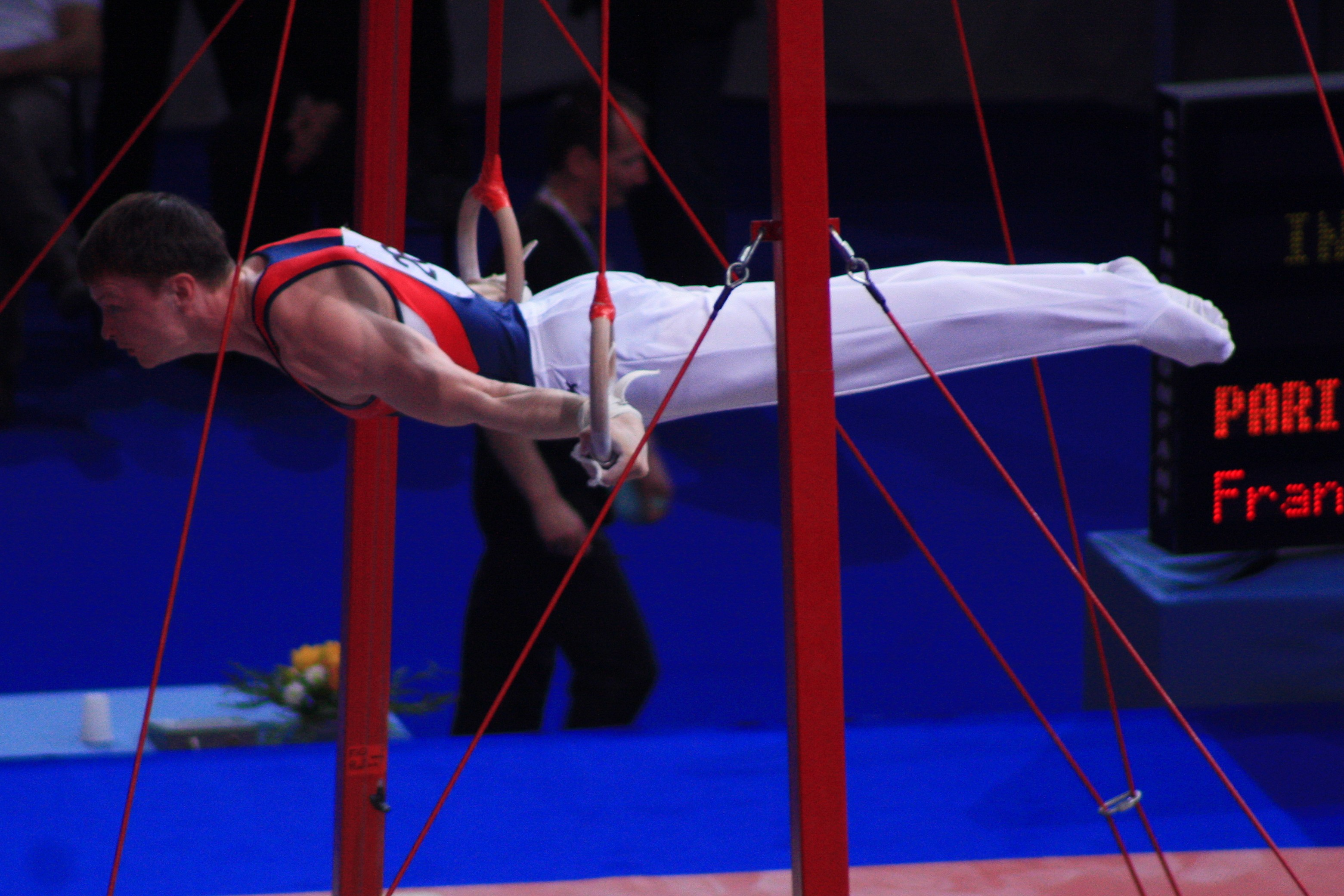
Anton Fokin při sestavě na kruzích, závod světového poháru Internationaux de France 2010 v hale Bercy

Mezinárodní gymnastická federace v roce 1975 rozhodla o organizování prvotní soutěže, vyhrazené jen pro nejlepší gymnasty. Jednalo se o jediný podnik, jehož se zúčastnil malý počet gymnastů soutěžících ve víceboji a finále na jednotlivých nářadích.
Tento atypický formát soutěže získal pojmenování „světový pohár“. Iniciativa založení souvisela i se snahou uskutečňovat více vrcholných závodů, když v době vzniku se mistrovství světa konalo pouze jednou za čtyři roky. Toto schéma bylo zachováno až do roku 1990, kdy proběhly změny i ve formátu světových šampionátů. Roku 1997 pak Výkonná komise FIG přijala inovace, které vedly k založení mezinárodního kalendáře závodů světového poháru a pořádání Finále světového poháru (World Cup Final) vždy v sudých letech, jež doplňovaly ročníky mistrovství světa konané v lichých letech.
Shromáždění členů Mezinárodní gymnastické federace (FIG Council) proběhlé v Kapském Městě v květnu 2008 rozhodlo nadále nepořádat finále světového poháru ani série v žádné z disciplín, a to s platností od ledna 2009.

## Kategorie
| Kategorie světového poháru          | Kategorie světového poháru                    | Kategorie světového poháru    |
| anglicky                            | česky oficiálně                               | česky neoficiálně             |
| ----------------------------------- | --------------------------------------------- | ----------------------------- |
| C I – Qualifications                | C I – kvalifikační závod                      | kvalifikace                   |
| C II – Individual All Around        | C II – finálový závod jednotlivců ve víceboji | finále víceboje (jednotlivců) |
| C III – Individual Apparatus Finals | C III – finálový závod na jednotlivém nářadí  | finále na nářadích            |
| C IV – Team Finals                  | C IV – finálový závod družstev                | finále družstev               |

Od roku 2014 jsou pořádány soutěže v kategorii Challenge Cup (Vyzývacího poháru).

## Finále světového poháru

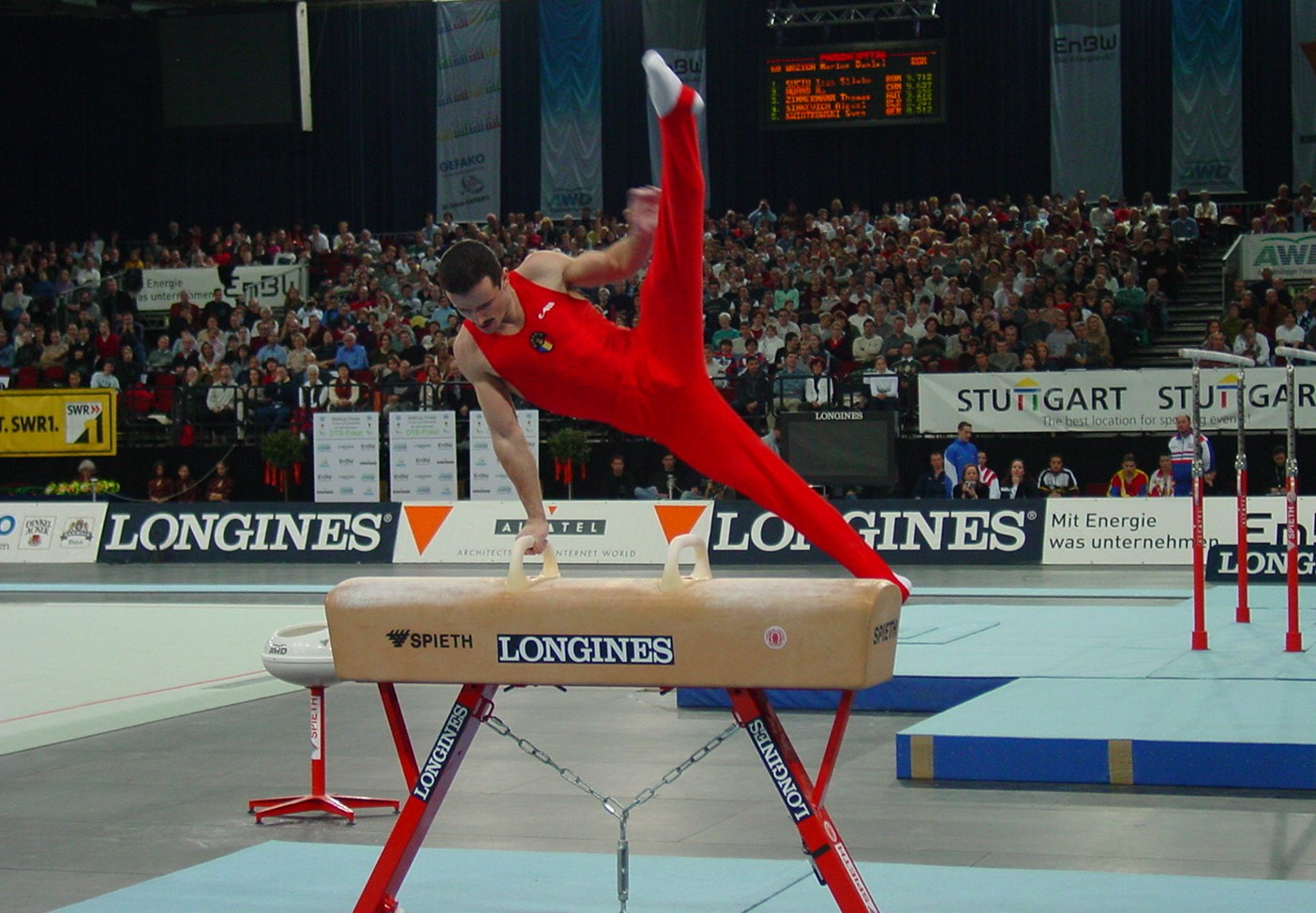
Rumunský gymnasta a olympijský vítěz Marius Urzică při sestavě na koni našíř ve Finále SP 2002 ve Stuttgartu

| Finále světového poháru | Finále světového poháru | Finále světového poháru | Finále světového poháru                       |
| Rok                     | pořadí finále           | dějiště                 | kategorie                                     |
| ----------------------- | ----------------------- | ----------------------- | --------------------------------------------- |
| 1975                    | 1st World Cup Final     | Londýn                  | C II – finálový závod jednotlivců ve víceboji |
| 1977                    | 2nd World Cup Final     | Oviedo                  | C II – finálový závod jednotlivců ve víceboji |
| 1978                    | 3rd World Cup Final     | São Paulo               | C II – finálový závod jednotlivců ve víceboji |
| 1979                    | 4th World Cup Final     | Tokio                   | C II – finálový závod jednotlivců ve víceboji |
| 1980                    | 5th World Cup Final     | Toronto                 | C II – finálový závod jednotlivců ve víceboji |
| 1982                    | 6th World Cup Final     | Záhřeb                  | C II – finálový závod jednotlivců ve víceboji |
| 1986                    | 7th World Cup Final     | Peking                  | C II – finálový závod jednotlivců ve víceboji |
| 1990                    | 8th World Cup Final     | Brusel                  | C II – finálový závod jednotlivců ve víceboji |
| 1998                    | 9th World Cup Final     | Sabae                   | C III – finálový závod na jednotlivém nářadí  |
| 2000                    | 10th World Cup Final    | Glasgow                 | C III – finálový závod na jednotlivém nářadí  |
| 2002                    | 11th World Cup Final    | Stuttgart               | C III – finálový závod na jednotlivém nářadí  |
| 2004                    | 12th World Cup Final    | Birmingham              | C III – finálový závod na jednotlivém nářadí  |
| 2006                    | 13th World Cup Final    | São Paulo               | C III – finálový závod na jednotlivém nářadí  |
| 2008                    | 14th World Cup Final    | Madrid                  | C III – finálový závod na jednotlivém nářadí  |

## Série 2011
| Série 2011            | Série 2011               | Série 2011   | Série 2011                                    |
| Datum                 | soutěž                   | dějiště      | kategorie                                     |
| --------------------- | ------------------------ | ------------ | --------------------------------------------- |
| 5. března             | American Cup             | Jacksonville | C II – finálový závod jednotlivců ve víceboji |
| 11.–13. března        | Turnier Der Meister      | Chotěbuz     | C III – finálový závod na jednotlivém nářadí  |
| 19.–20. března        | Internationaux de France | Paříž        | C III – finálový závod na jednotlivém nářadí  |
| 30. března – 1. dubna | Challenge Cup            | Dauhá        | C III – finálový závod na jednotlivém nářadí  |
| 14.–17. dubna         | Grand Prix               | Glasgow      | C II – finálový závod jednotlivců ve víceboji |
| 13.–14. května        | World Stars              | Moskva       | C III – finálový závod na jednotlivém nářadí  |
| 3.–4. září            | Challenge Cup            | Gent         | C III – finálový závod na jednotlivém nářadí  |
| 23.–25. září          | Salamun Memorial Cup     | Maribor      | C III – finálový závod na jednotlivém nářadí  |
| 4.–6. listopadu       | Challenge Cup            | Osijek       | C III – finálový závod na jednotlivém nářadí  |
| 12.–13. listopadu     | DTB Cup                  | Stuttgart    | C II – finálový závod jednotlivců ve víceboji |
| 26.–27. listopadu     | Nippon Budoukan          | Tokio        | C II – finálový závod jednotlivců ve víceboji |
| 1.–3. prosince        | Grand Prix               | Ostrava      | C III – finálový závod na jednotlivém nářadí  |

## Série 2012

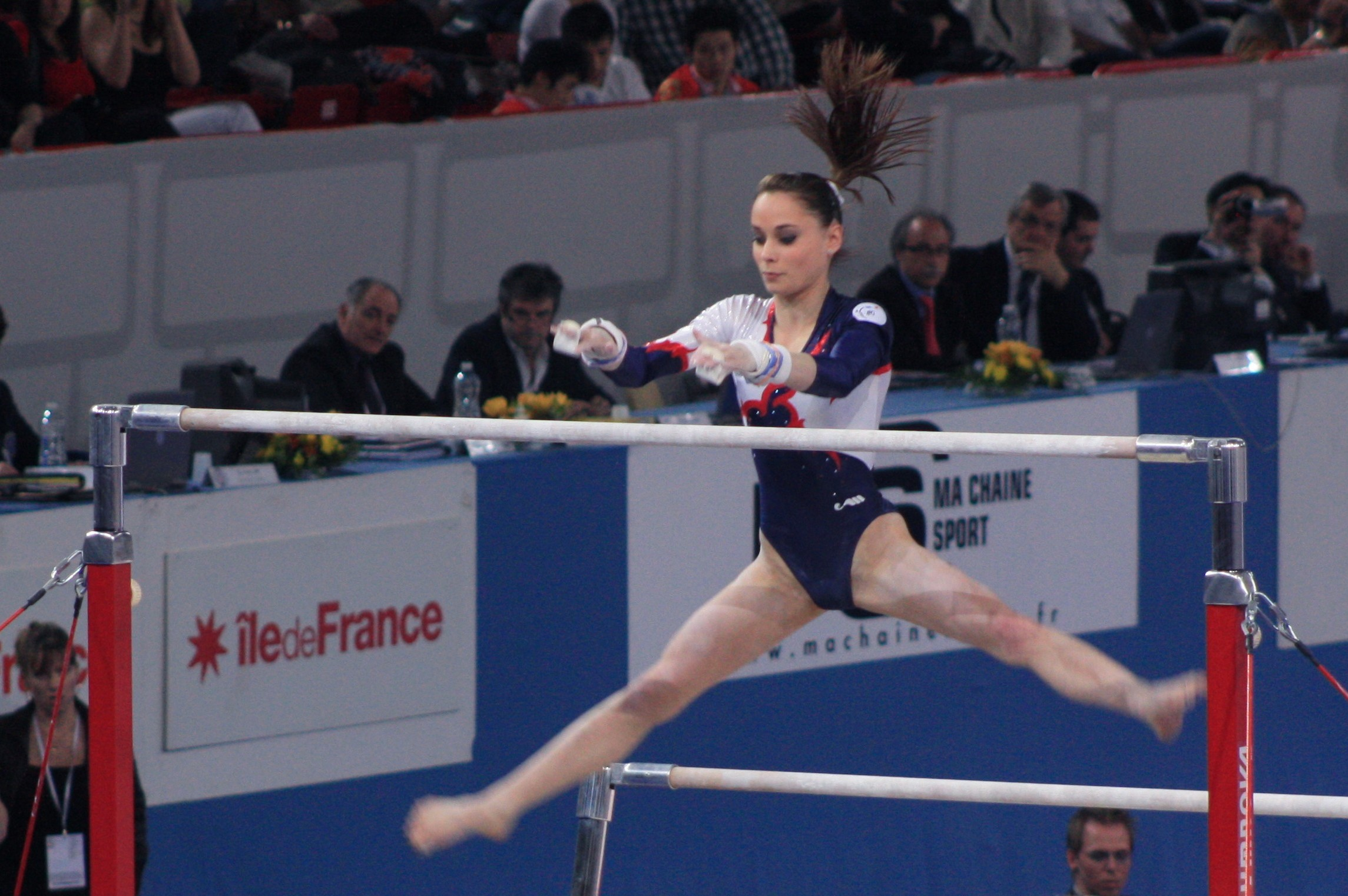
Pauline Morelová při sestavě na bradlech, závod světového poháru Internationaux de France 2010 v hale Bercy

| Série 2012       | Série 2012           | Série 2012 | Série 2012                                    |
| Datum            | soutěž               | dějiště    | kategorie                                     |
| ---------------- | -------------------- | ---------- | --------------------------------------------- |
| 3. března        | American Cup         | New York   | C II – finálový závod jednotlivců ve víceboji |
| 22.–25. března   | Turnier der Meister  | Chotěbuz   | C III – finálový závod na jednotlivém nářadí  |
| 28.–30. března   | Challenge Cup        | Dauhá      | C III – finálový závod na jednotlivém nářadí  |
| 7.–8. dubna      | Challenge Cup        | C'-po      | C III – finálový závod na jednotlivém nářadí  |
| 27.–29. dubna    | Grand Prix           | Osijek     | C III – finálový závod na jednotlivém nářadí  |
| 1.–3. června     | Salamun Memorial Cup | Maribor    | C III – finálový závod na jednotlivém nářadí  |
| 9.–10. června    | Challenge Cup        | Gent       | C III – finálový závod na jednotlivém nářadí  |
| 23–24. listopadu | Grand Prix           | Ostrava    | C III – finálový závod na jednotlivém nářadí  |
| 1.–2. prosince   | EnBW Turn WeltCup    | Stuttgart  | C II – finálový závod jednotlivců ve víceboji |
| 8. prosince      | Grand Prix           | Glasgow    | C II – finálový závod jednotlivců ve víceboji |

## Série 2013
| Série 2013                  | Série 2013               | Série 2013       | Série 2013                                    |
| Datum                       | soutěž                   | dějiště          | kategorie                                     |
| --------------------------- | ------------------------ | ---------------- | --------------------------------------------- |
| 2. března                   | American Cup             | Worcester        | C II – finálový závod jednotlivců ve víceboji |
| 16.–17. března              | Internationaux de France | La Roche-sur-Yon | C III – finálový závod na jednotlivém nářadí  |
| 21.–24. března              | Turnier der Meister      | Chotěbuz         | C III – finálový závod na jednotlivém nářadí  |
| 27.–29. března              | Challenge Cup            | Dauhá            | C III – finálový závod na jednotlivém nářadí  |
| 6–7. dubna                  | World Cup                | Tokio            | C III – finálový závod na jednotlivém nářadí  |
| 26.–28. dubna               | World Challenge Cup      | Lublaň           | C III – finálový závod na jednotlivém nářadí  |
| 21.–23. června              | Grand Prix               | Anadia           | C III – finálový závod na jednotlivém nářadí  |
| 13.–15. září                | Grand Prix               | Osijek           | C III – finálový závod na jednotlivém nářadí  |
| 30. listopadu – 1. prosince | EnBW Turn WeltCup        | Stuttgart        | C II – finálový závod jednotlivců ve víceboji |
| 7. prosince                 | Grand Prix               | Glasgow          | C II – finálový závod jednotlivců ve víceboji |

## Série 2014
| Série 2014             | Série 2014          | Série 2014 | Série 2014                                    |
| Datum                  | soutěž              | dějiště    | kategorie                                     |
| ---------------------- | ------------------- | ---------- | --------------------------------------------- |
| 1. března              | American Cup        | Greensboro | C II – finálový závod jednotlivců ve víceboji |
| 13.–16. března         | Turnier der Meister | Chotěbuz   | C III – finálový závod na jednotlivém nářadí  |
| 26.–28. března         | World Challenge Cup | Dauhá      | C III – finálový závod na jednotlivém nářadí  |
| 5.–6. dubna            | World Cup           | Tokio      | C III – finálový závod na jednotlivém nářadí  |
| 17.–20. dubna          | World Challenge Cup | Lublaň     | C III – finálový závod na jednotlivém nářadí  |
| 25.–27. dubna          | World Challenge Cup | Osijek     | C III – finálový závod na jednotlivém nářadí  |
| 29. května – 1. června | World Challenge Cup | Anadia     | C III – finálový závod na jednotlivém nářadí  |
| 23.–24. srpna          | World Challenge Cup | Gent       | C III – finálový závod na jednotlivém nářadí  |
| 23.–24. srpna          | World Challenge Cup | Medellín   | C II – finálový závod jednotlivců ve víceboji |
| 29.–30. listopadu      | World Challenge Cup | Stuttgart  | C II – finálový závod jednotlivců ve víceboji |
| 6. prosince            | World Challenge Cup | Glasgow    | C III – finálový závod na jednotlivém nářadí  |